# Nikon (Purlewski)
Nikon, imię świeckie Nikołaj Aleksandrowicz Purlewski (ur. 24 stycznia?/5 lutego 1886 w Żytomierzu, zm. 9 stycznia 1938 w Kazaniu) – rosyjski biskup prawosławny.

## Życiorys
Urodził się w rodzinie szlacheckiej, urzędniczej, jako jedno z pięciorga dzieci (oprócz nich rodzina wychowywała również trójkę adoptowanych). Ukończył gimnazjum w Żytomierzu. Jego brat Aleksandr, po złożeniu ślubów mniszych Focjusz, również został biskupem prawosławnym. Pod wpływem spotkań i rozmów z arcybiskupem wołyńskim i żytomierskim Antonim Nikołaj zdecydował się na wstąpienie do seminarium duchownego, następnie zaś ukończył Kazańską Akademię Duchowną. W Kazaniu, jako student II roku, złożył wieczyste śluby mnisze z imieniem Nikon. 25 maja 1910 został wyświęcony na hieromnicha, w tym samym roku ukończył Akademię. Pracę kandydata nauk poświęcił postaci patriarchy moskiewskiego i całej Rusi Nikona.
Po ukończeniu Akademii duchowny przez rok wykładał w szkole duchownej w Żytomierzu, następnie pracował w analogicznej placówce dydaktycznej w Krzemieńcu, szkole duchownej w Bielsku (eparchia smoleńska i wiaziemska), seminarium misyjnym przy monasterze św. Grzegorza Biziukowskiego (eparchia chersońska i taurydzka). W 1916 został inspektorem wifańskiego seminarium duchownego przy jednym ze skitów Ławry Troicko-Siergijewskiej. W 1917 był delegatem na Sobór Lokalny Rosyjskiego Kościoła Prawosławnego, zaś w 1918 został przełożonym monastyru Dońskiego. 14 kwietnia 1920 patriarcha moskiewski Tichon wyświęcił go na biskupa rylskiego, wikariusza eparchii kurskiej i rylskiej, w tym samym roku jego tytuł uległ zmianie na biskup biełgorodzki; pozostawał wikariuszem tej samej eparchii. W 1921 sprzeciwił się planom otwarcia relikwii św. Joazafa Biełgorodzkiego, za co został pobity przez czekistów.
W czerwcu 1922, po aresztowaniu patriarchy Tichona, biskup Nikon na krótko poparł ruch Żywej Cerkwi i wszedł do zarządzającego nią Wyższego Zarządu Cerkiewnego. W Żywej Cerkwi został w 1923 ordynariuszem eparchii kurskiej. W tym samym roku wziął udział w soborze Żywej Cerkwi, w czasie którego sprzeciwiał się deklaracji o pozbawieniu Tichona godności patriarchy. W marcu 1924 duchowny ogłosił wystąpienie z Żywej Cerkwi, złożył akt pokutny i powrócił do Rosyjskiego Kościoła Prawosławnego, ponownie przyjmując tytuł biskupa biełgorodzkiego. W 1925, z powodu swojego porzucenia ruchu odnowicielskiego, został aresztowany (oficjalnie za „agitację antyradziecką”) i skazany na dwa lata więzienia w łagrze urządzonym w dawnym Monasterze Sołowieckim.
W 1930 otrzymał godność biskupa nadkaspijskiego i bakijskiego, jednak nigdy nie dotarł do miasta, w którym miał rezydować. W październiku tego samego roku nadano mu zatem tytuł biskupa rżewskiego, w marcu 1933 – wiaziemskiego; cały czas był wikariuszem eparchii smoleńskiej i wiaziemskiej, de facto zarządzając nią jako locum tenens. W 1933 został przeniesiony na katedrę archangielską i chołmogorską, w roku następnym otrzymał godność arcybiskupią. W 1937, po aresztowaniu biskupa Benedykta (Płotnikowa), objął zarząd eparchii kazańskiej i swijaskiej. Był to okres masowych prześladowań prawosławnego duchowieństwa oraz zamykania ostatnich cerkwi. Mimo tego duchowny regularnie odprawiał nabożeństwa i występował z kazaniami w ostatnich czynnych świątyniach Kazania. 
7 grudnia 1937 arcybiskup Nikon został aresztowany w swoim mieszkaniu. Jego przesłuchania miały miejsce od 17 do 20 grudnia tego samego roku. Hierarsze zarzucono kierowanie organizacją kontrrewolucyjną złożoną z duchownych, prowadzenie agitacji antyradzieckiej oraz szpiegostwo na rzecz Japonii. 25 grudnia 1937 duchowny został skazany na śmierć przez rozstrzelanie, stracony 9 stycznia 1938 i pochowany w zbiorowym grobie na cmentarzu Archangielskim.